# Uentruper Wald
Koordinaten: 51° 42′ 33″ N, 7° 58′ 10″ O
Das Naturschutzgebiet Uentruper Wald liegt in der Lippborger Bauerschaft Lütke Uentrup im Westen der Gemeinde Lippetal im Kreis Soest in Nordrhein-Westfalen. Im östlichen Bereich durchschneidet die A 2 das Gebiet, nordwestlich verläuft die Landesstraße L 507, südlich die L 822 und südöstlich die L 845. Südlich fließt die Lippe.

## Bedeutung
Für Lippetal ist seit 2006 ein 368,40 ha großes Gebiet unter der Schlüsselnummer SO-061 als Naturschutzgebiet ausgewiesen.